# Anochetus myops
Anochetus myops é uma espécie de formiga do gênero Anochetus, pertencente à subfamília Ponerinae.